# Доменичи, Пит
Пит Доменичи (англ. Pete Domenici; 7 мая 1932, Альбукерке — 13 сентября 2017) — американский политик, сенатор США от штата Нью-Мексико (с 1973 по 2009), член Республиканской партии.

## Молодость
Родился в Альбукерке (Нью-Мексико); мать — Алду (урождённая Вичи), отец — Керубино Доменичи. Оба родились в Модене (Италия).
После обучения в школе работал в бизнесе своего отца. В 1950 году окончил среднюю школу Св. Марии. Он провёл два года в Альбукеркеском университете, после чего получил степень в области образования в Университете Нью-Мексико в 1954 году.
После обучения преподавал математику в средней школе Гарфилда. В 1958 получил диплом юриста в Денверском университете.

## Политическая карьера
В 1966 году Доменичи успешно баллотировался на место в городской комиссии Альбукерке; в 1968 году он был избран председателем комиссии.
В 1970 баллотировался на пост губернатора Нью-Мексико, однако проиграл демократу и бывшему спикеру Брюсу Кингу, который набрал 148 835 голосов.

### Сенатор
В 1972 году Доменичи баллотировался в Сенат США и стал первым республиканцем из Нью-Мексико, избранным на эту должность за последние 38 лет. Поражение демократа и победа Ричарда Никсона помогла ему набрать большинство голосов.
Впоследствии Доменичи переизбирался в Сенат 4 раза и в совокупности пробыл сенатором 36 лет. После отставки он стал членом Комитета Сената США по энергетическим и природным ресурсам. Также он являлся председателем Комитета Сената США по бюджету. Он выступал за закон «О паритете психического здоровья» 1996 года.
В 1998 году Доменичи осудил Билла Клинтона и проголосовал за импичмент. Свой голос он объяснил так: «Каким стандартом поведения мы должны настаивать на том, чтобы наш президент оправдался? Не недооценивайте, мои друзья, этот развращающий и циничный сигнал, который мы вышлем, если мы не сможем обеспечить соблюдение самых высоких стандартов поведения на самых высоких должностях в нации».

#### Атомная энергия
Доменичи был ярым поклонником использования атомной энергии. Он опубликовал две книги на эту тему: A Brighter Tomorrow: Fulfilling the Promise of Nuclear Energy (Lanham, Maryland: Rowman & Littlefield Publishers, 2004) и Advanced Nuclear Technologies — Hearing Before the Committee on Appropriations, U.S. Senate(Collingdale, Pennsylvania: D I A N E Publishing Company, 1999). Первую он написал сам, вторую редактировал.

#### Комитеты
- Комитет по ассигнованиям[12];
  - Подкомитет по торговле, правосудию, науке и связанными с ними учреждениями[12];
  - Подкомитет по обороне[12];
  - Подкомитет по энергетике и развитию водных ресурсов[12];
  - Подкомитет по внутренней безопасности[12];
  - Подкомитет по внутренним делам, окружающей среде и связанными с ними учреждениям[12];
  - Подкомитет по транспорту, жилищному строительству и городскому развитию и связанными с ними учреждениями[12];
- Комитет по энергетике и природным ресурсам (председатель)[12];
  - Подкомитет по энергетике[12];
  - Подкомитет по национальным паркам[12];
  - Подкомитет по общественным землям и лесам[12];
  - Подкомитет по воде и энергетике[12];
- Комитет по внутренней безопасности и государственным делам[12];
  - Специальный подкомитет по ликвидации последствий стихийных бедствий[12];
  - Специальный подкомитет по обеспечению готовности и интеграции в государственном, местном и частном секторах[12];
  - Постоянный подкомитет по расследованиям[12];
  - Подкомитет по федеральному финансовому управлению, правительственной информации, федеральным службам и международной безопасности[12];
- Комитет по бюджету (председатель)[12];
- Комитет по делам индейцев[12].

### Департамент юстиции
До всеобщих выборов США 2006 года, предположительно, Доменичи позвонил и оказал давление на тогдашнего прокурора Соединённых Штатов в округе Нью-Мексико Дэвида Иглесиаса; он заставил ускорить составление обвинительных заключений в ходе федерального расследования о коррупции демократов. Когда Иглесиас сказал, что обвинительные акты не будут составлены до декабря, Доменичи ответил: «Мне очень жаль это слышать», — после чего линия оборвалась. Журнал Albuquerque Journal писал и о других случаях грубого общения Доменичи через телефонную связь. Издание цитирует некоторые источники, которые утверждали, что политик довольно часто весил трубку после неудовлетворительного ответа. Через несколько дней Иглесиас был уволен администрацией президента. В марте 2007 Доменичи признался, что сделал такой звонок. Председатель судебного комитета Палаты представителей Джон Коньерс отправил повестку, требующую от Иглесиаса дать показания перед Конгрессом о случившемся.
Доменичи отрицал попытку оказать давление на Иглесиаса и нанял адвоката Ли Блэлек II.
Как писало издание The Washington Post, в день увольнения Иглесиаса (7 декабря 2006 года) Уильям Келли написал по электронной почте, что начальник штаба Доменичи был «счастлив как моллюск», когда Иглесиаса уволили.
Официальное предупреждение Доменичи было выдано 24 апреля 2008 года комитетом Сената по этике за «ненадлежащее обращение к одному из девяти прокуроров США, уволенному президентом Бушем».
Комитет не обнаружил никаких существенных доказательств, что Доменичи пытался повлиять на прокурора Дэвида Иглесиаса в ходе звонка в 2006 году. Иглесиас обвинил Доменичи и его соратника в том, что они оказывали на него давление, для того чтобы завершить расследование до ноябрьских выборов.
В июле 2010 прокуроры Министерства юстиции завершили двухлетнее расследование, не предъявив Доменичи обвинений. Доменичи сказал: «Министерство юстиции подтвердило, что я всегда говорил правду: я никогда не пытался вмешиваться в какое-либо правительственное расследование. Я рад, что это дело закрыто».

### Экология
Организация ConservAmerica присвоила Доменичи титул «худшего сенатора 2006 года» по экологическим вопросам за безответственные законы, которые он предлагал к принятию.
Также Доменичи получил довольно низкий экологический рейтинг, составленный движением League of Conservation Voters: «За последнее десятилетие его идеи стали всё более анти-экологическими». LCV критиковал сенатора за законопроект о «разрешении горнодобывающим компаниям приобретать государственные земли с целью извлечения из них полезных ископаемых». Цена за 1 акр составляла 5 $ и меньше.

## Личная жизнь
После окончания юридической школы в 1958 году Доменичи женился на Нэнси Бурк. У Нэнси и Пита родилось двое сыновей (Питер и Дэвид) и шестеро дочерей (Лиза, Нелла, Клэр, Нанетта, Паула и Хелен). У одной из его дочерей шизофрения; это, как предполагается, повлияло на его решение поддержать законопроект «О паритете психического здоровья».
У Доменичи есть ребёнок, рождённый вне брака. До 2013 года сам Доменичи скрывал об этом. Лишь в 80 лет он рассказал общественности. Сын Доменичи — Адам Ласкалт, в 2014 году стал генеральным прокурором Невады.

### Смерть
Доменичи умер в возрасте 85 лет 13 сентября 2017 года в больнице университета Нью-Мексико в Альбукерке, из-за осложнений, полученных в результате полостной хирургии. Похороны состоялись 16 сентября в Альбукерке.